# Eutropis grandis
Espèce
Eutropis grandis est une espèce de sauriens de la famille des Scincidae.

## Répartition
Cette espèce est endémique du Sulawesi en Indonésie.

## Étymologie
Le nom spécifique grandis vient du latin grandis, large, en référence à l'aspect de ce saurien.

## Publication originale
- Howard, Gillespie, Riyanto & Iskandar, 2007 : A New Species of Large Eutropis (Scincidae) from Sulawesi, Indonesia. Journal of Herpetology, vol. 41, no 4, p. 604-610.